# ザクスピード
ザクスピード (Zakspeed) は、1968年創業のドイツのレーシングチーム。創設者はエリッヒ・ザコウスキー。所在地は小さな田舎町ニーダーツィッセンで、ニュルブルクリンクから北東へ20kmほどの場所にある。

## 1973年-1981年：セダン / スポーツカーレース

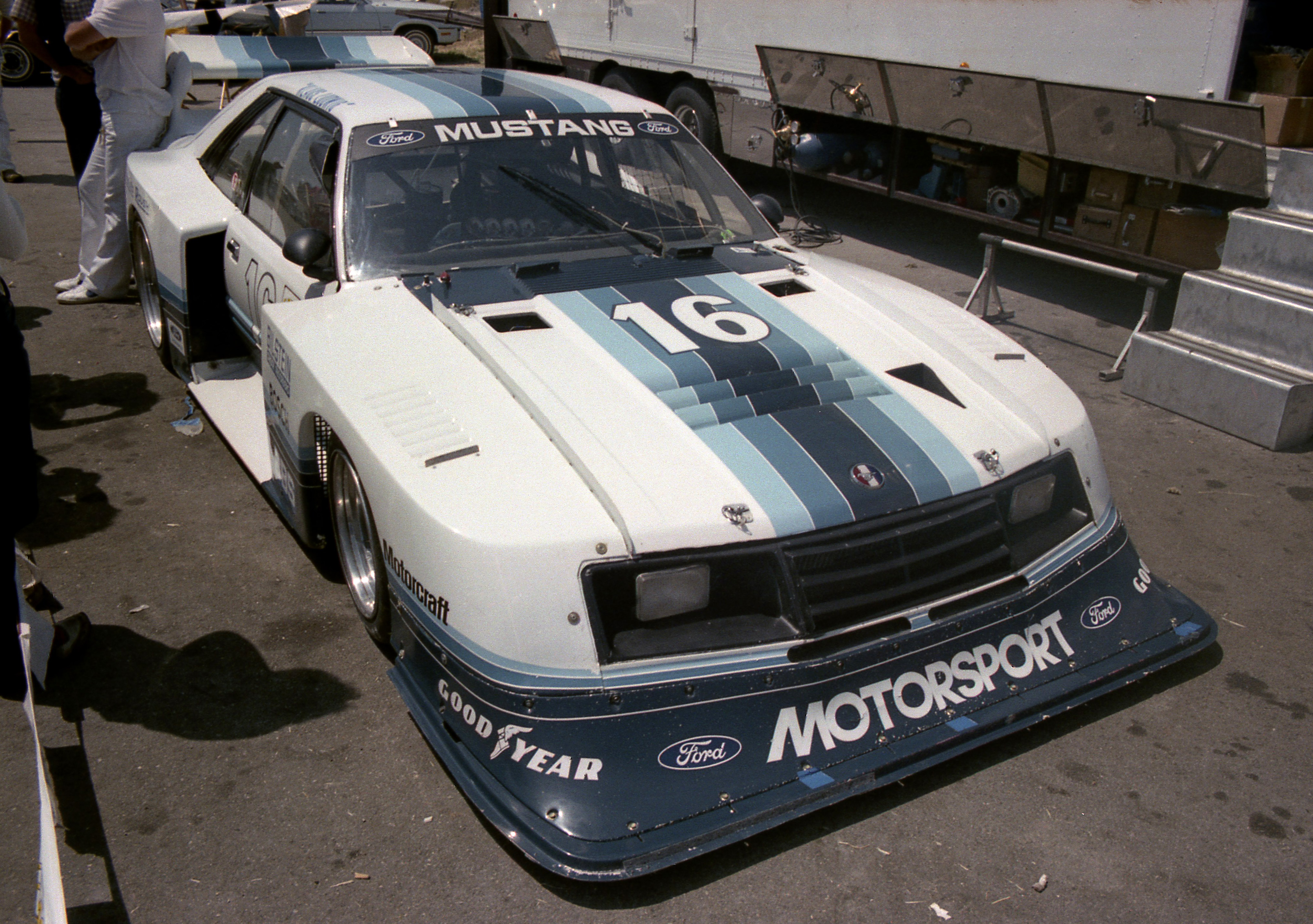
フォード・マスタングIMSA GT仕様車

創設者のザコウスキーの専門分野はエンジン・ビルダーおよびチューナーである。ドイツ・フォード（車種はエスコート及びカプリ）に施したエンジン・チューニングの優秀さでザクスピードの名はドイツ以外の国でも知られるようになった。
1970年代後半のザクスピードは、ドイツレーシングカー選手権 (DRM: Deutsche Rennsport Meisterschaft) シリーズのフォードのオフィシャルチームであった。なお、DRMは後のドイツツーリングカー選手権 (DTM: Deutsche Tourenwagen Masters) の前身である。
ザクスピードは国際自動車連盟 (FIA) 主催のグループ2にフォード・エスコートで、グループ5にフォード・カプリ（量産車のマーク3をベースとしたもの）でコンストラクターとして参加した。この活動期間では、ザクスピードは数々の勝利を収め、1981年にはドライバー クラウス・ルートヴィッヒにより年間チャンピオンシップを制した。
1980年代初頭、ザクスピードは、フォードのアメリカ国内のIMSAシリーズのレース活動のため、フォード・マスタングをチューン。このマスタングのシャシーはグループ5のカプリのものをベースにしていた。

## 1982年-1984年：耐久レース
フォード・カプリをベースにしたザクスピードの1.4Lターボエンジンは、後に排気量アップのうえフォード・C100に載せられ、1982年からの世界耐久選手権で戦うことになる。ザクスピード製のマシンはフォードドイツのワークスチームのクラウス・ルートヴィッヒ、マンフレッド・ヴィンケルホック、マルク・スレールらによって運転されたが、中位に終わることが多く、1982年にブランズハッチで開催された1000km耐久でのジョナサン・パーマーとデジレ・ウィルソンによる4位が最高位であった。
フォード・ドイツはザクスピードへのサポートを打ち切り、マシンのうち1台はプライベーターチームに売却された。ザクスピードは残ったシャシーをC1/4、およびC1/8へと進化させ、出場回数は少ないもののドイツ・インターシリーズでは先頭グループになり、クラウス・ニェドヴェッチにより1984年度チャンピオンを獲得した。

## 1985年-1989年：F1
1983年、ザクスピードは「1984年中にF1に参戦開始する」との計画を発表した。ザコウスキーはザクスピードが耐久レース用マシンの製作でカーボンファイバー素材を多く扱っており、ツーリングカーやシルエットフォーミュラに限れば15年以上ドイツでタイトル争いをしたことで自信も持っていた。チームのファクトリー設備とスタッフにはフォーミュラ1用のカーボンシャシーを製作する能力があると確信しての挑戦表明だったが、多くのドイツメディアはザコウスキーを「チューニングの専門家」以上の存在と捉えていなかったので、このF1計画は無謀な挑戦として驚きを持って報じられた。84年10月のF1第15戦、地元ニュルブルクリンクで開催のヨーロッパ・グランプリを目標にマシンが開発されたが、実際には1984年秋にテスト走行が可能となり、選手権参戦は1985年からとなった。1984年9月に披露されたザクスピード・841はドイツのナショナルカラーであるシルバーの車体をベースに、レッドとブルーのストライプがあしらわれていた。この時期のテスト走行はヴィンケルホックとパーマーが担当した。

### 1985年

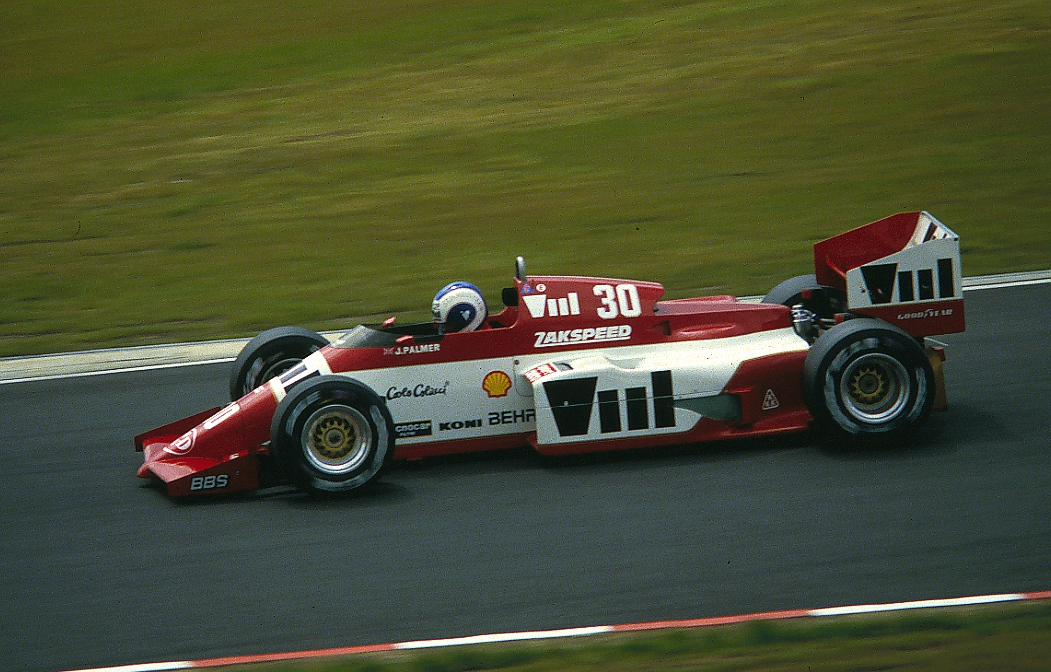
ザクスピード841（1985年）

1985年の第2戦ポルトガルGPに登場したザクスピード・841のカラーリングは前年に発表されていたシルバーから、ザコウスキーの「個人でF1に打って出る」という勇気に共感した本国ドイツのたばこ「ウエスト」が「ザクスピードはまだF1のファーストクラスではないが、長期的に彼らの挑戦が実を結ぶところを応援したい。熱心さとプロ意識の高さに共鳴した」とメインスポンサーに名乗りを上げ、赤と白のカラーリングとなっていた。このマシンのエンジンはザコウスキーの手により新規に設計された直4のターボエンジンだった。それまでチューニングを手掛けていたフォード・カプリの直4エンジンをベースにして設計された。ザコウスキーは構成要素を出来る限りドイツ製品を使うことを希望し、1495ccのエンジンにドイツのKKK社（Kühnle Kopp und Kausch）製のシングル・ターボを搭載、ダンパーユニットには当時ほとんどのチームが使用していたオランダのKONI製ではなくドイツのビルシュタイン製品を採用し「ドイツ車」であることにこだわりを見せた。ザクスピード自製のエンジンは1988年いっぱいでターボエンジンが禁止されるまで、改良を加えながら使用され続けた。
チームのF1初年度は、フル参戦2年目の元F2チャンピオンジョナサン・パーマーを起用し1台体制で臨むが、マシンに決勝レースを走り切る力が無く、完走したレースはモナコGPでの11位のみだった。パーマーがF1と並行して参戦していたWEC第7戦スパ1000kmレース予選でクラッシュし骨折を負ったため、国際F3000選手権でチャンピオン獲得目前となっていたドイツ人のクリスチャン・ダナーが代役として第13戦からの2戦にエントリーした。

### 1986年
負傷の癒えたパーマーに加えて、オランダ人のヒューブ・ロテンガッターを迎え、2台体制となった。しかしマシン戦闘力、信頼性ともに低く、ポイント獲得には至らなかった。最高位は両ドライバーともに8位だった。パーマーは半分となる8戦で完走し、完走率は前年より向上した。

### 1987年
ティレルから表彰台経験者のマーティン・ブランドルが移籍加入。1985年に代役でドライブしたダナーとの2台体制で参戦した。また同年よりザクスピードがBMWジュニアチームのサルーンカーをチューニング担当した縁で、ボッシュ・エレクトリックとの関係が深くなり、エンジン・マネージメントシステム開発での性能向上が期待された。この年は翌年でのターボ・エンジン禁止レギュレーションの決定を受け、自然吸気エンジン勢との混走だったが、ザクスピードの2台はパワー面で有利なターボエンジンながらしばしば自然吸気エンジンのティレル・DG016やマーチ・871などに順位で後れを取った。しかし第2戦のサンマリノGPでブランドルがタイヤ無交換作戦で走り切り5位に入賞、選手権ポイント2を獲得した。これは1989年に撤退するまでの5年に渡るザクスピードのF1活動で、唯一の入賞である。ブランドルは「マシンは色々セッティング変更を加えても、その効果が出ないでハンドリングが悪いまま何も変化が起きないんだ。特にハンガロリンクではひどかった。すべての手を尽くしても何も変わらないなんて。モナコでも大変だった。ハンドリングで苦労するマシンだった」と述べ、ザコウスキーは彼の残留を望んでいたが1年でチームを去ってしまった。

### 1988年
ドライバー2名とも入れ替わり、リジェから移籍のベテランピエルカルロ・ギンザーニと、ドイツF3チャンピオンの新人ベルント・シュナイダーを迎え入れてシーズンに臨む。マシンは前年型のターボ・エンジン搭載車を改良しての参戦だったが、自然吸気エンジン搭載ながら高いコーナリング性能シャシーを開発したベネトンやマーチ、ウィリアムズ勢に全く追い付けず、ターボエンジン搭載車では最も遅れを取り両ドライバーとも苦戦、延べ16回の予選不通過を記録した。

### 1989年

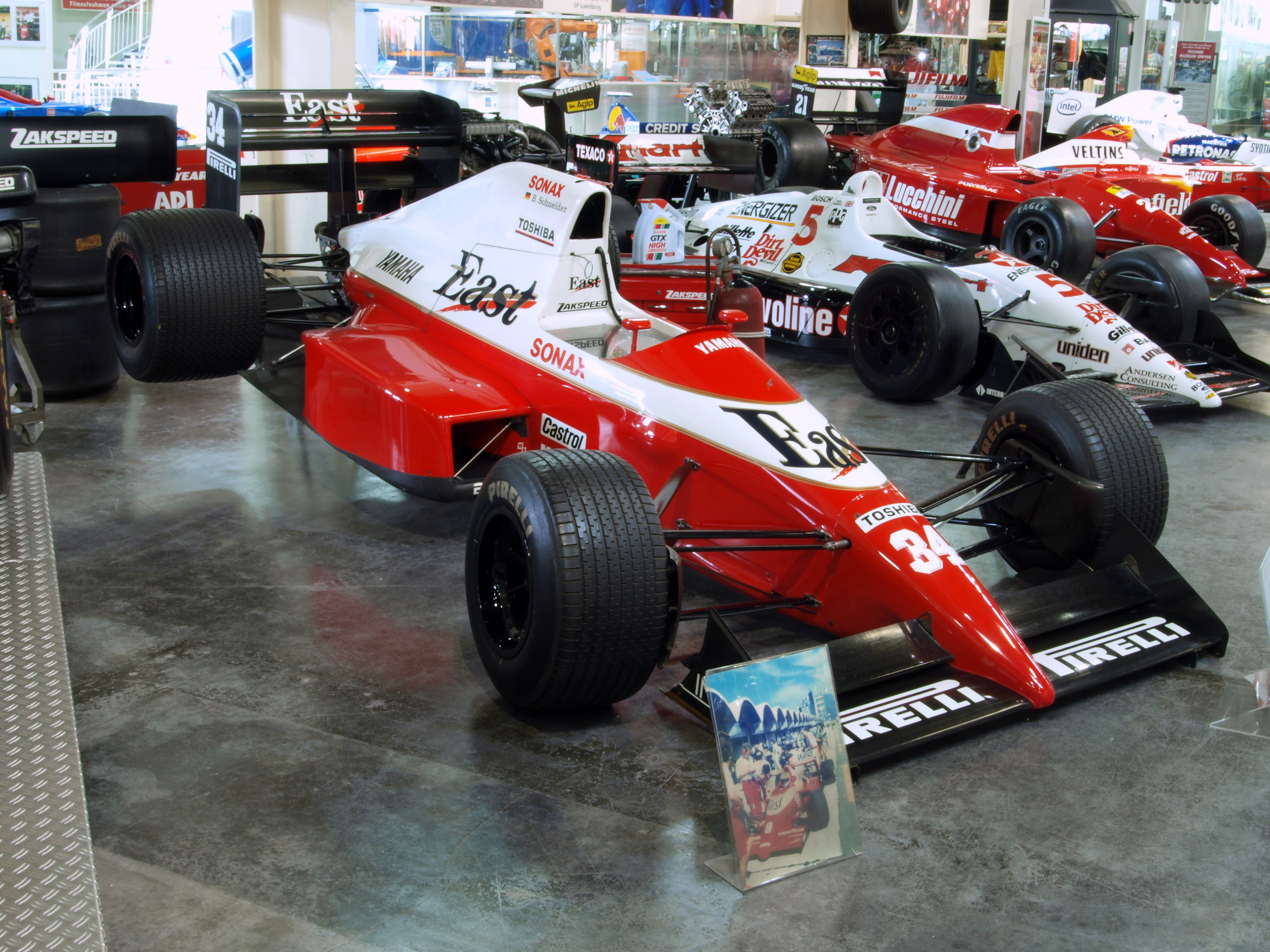
ザクスピード・891・ヤマハ

レギュレーション変更によりターボエンジンの使用が禁止されたため、ザクスピードはF1初挑戦となるヤマハ製のV8自然吸気エンジン「OX88」を使うことになった。ザコウスキーが有償のフォード・DFRではなくヤマハを選択したのは、ヤマハのエンジンが無償供給であったことが大きかった。グスタフ・ブルナーがデザインしたスリムなノーズを持つザクスピード・891が新造されたが、開幕前テストでは新しいエンジンを中心にトラブルが続出しマイレージを稼げず、信頼性向上が果たせないまま開幕を迎えた。OX88エンジンは信頼性とパワー共に欠けており、開幕戦ブラジルGPと第15戦日本GPでシュナイダーが予備予選突破に成功し決勝レースまで進出したが、それ以外のレースは全て予備予選不通過となった。前年の鈴鹿でラルースよりスポット参戦した鈴木亜久里がザクスピードと契約し初のF1フル参戦を果たしたが、こちらは全16戦で予備予選不通過となった。

### F1撤退
1989/90シーズンオフにはシュナイダーが1990年の参戦に向けて合同テストに参加、しかしメインスポンサーのウエストタバコがチームの戦績不振によりスポンサー撤退を発表したためマシンは真っ白なまま走行を重ねた。日本でのヤマハのテストの成果もあり89年の予選を大幅に上回るタイムを出し車とエンジンの信頼性が上がったが時既に遅しの状況で、新たなスポンサー企業を得られず参戦資金を失ったザクスピードは、参戦継続を希望していたが1990年2月1日にF1活動の休止を表明した。このためヤマハも1990年は一旦F1参戦休止となり、1991年よりブラバムと契約し再挑戦することになる。
ザクスピードが参戦した1985年から1989年までは、フェラーリとルノー (1985年で撤退)以外でシャシーとエンジンの両方を自製して参戦したチームはザクスピードだけだった。しかしザクスピードはほとんど強さを見せることなくF1を去り、かつて頂点を極めたツーリングカーレースの世界に戻ることとなった。
しかしザクスピードのF1への関心は保たれており、1998年末にアロウズを運営していたTWRと交渉しアロウズの本拠をドイツのザクスピードのファクトリーへと移転させることを含めたパートナーシップ交渉が持たれたと報じられたが、実現はしなかった。

## 1990年代以降：スポーツカー / ツーリングカーへの回帰
F1撤退後のザクスピードは1990年代、DTMや短期間ではあったが国際ツーリングカー選手権でメルセデスとオペルのマシンを走らせることとなった。チームは父の後を継いだペーター・ザコヴスキーが率いることとなった。彼のドライバーとしてのキャリアはF1に至るほどではなかったものの、ニュルブルクリンクの旧北コース（ノルトシュライフェ）での耐久レースでは速く、ニュルブルクリンク24時間レースでは何度か優勝している。
1998年にはFIA-GT選手権シリーズに2台のポルシェ・911 GT1で参戦している。当時このシリーズではフランスのチームオレカ (Oreca) がGT2クラスで大幅に改造したクライスラー・ヴァイパーで優位に立っていた。これらのヴァイパーうち1台はザクスピードが発注したもので、1999年シーズンの新ルールが多少甘いこともあり、ニュルブルクリンクでのレースに有利に働いた。ザコヴスキーとチームメイトはシーズン中優位を保ち、ルールが変更になるまで毎レース優勝した。2001年と2002年のニュルブルクリンク24時間レースでも優勝している。
ザクスピードの関連会社であるナイテック(Nitec)は、2001年から2003年まで行なわれたV8STAR選手権用に、NASCAR風のV8エンジン、チューブラーフレーム採用のプロトタイプカーをいくつか製造した。これらはジャガー、BMW、オペル、レクサスといったロードカーをベースにしたボディを載せていた。ザクスピード自体は2003年、ジャガーボディーのマシンでペドロ・ラミーによって優勝している。
2001年、短期間ではあったがシングルシーター分野で突如、アメリカのチャンプカーレースに参戦した。これは老舗のレーシングチーム、フォーサイス・レーシングとの提携によるものである。
21世紀初頭ではニュルブルクリンクにおいて「ザクスピード・ニュルブルクリンク・レーシングスクール」も経営している一方、モータースポーツ部門である「ザクスピード・レーシングチーム」は2006年に会社更生法の適用を申請した。
2008年からスーパーリーグフォーミュラでボルシア・ドルトムントをオペレーションしタイトルを獲得したが、資金難により2009年に再び会社更生法の適用を申請、レーシングスクールを売却している。
しかしその後も存続しており、2014年からはトヨタ・チーム・タイランドのニュル24時間における活動をサポートしている。

## F1における全成績
(key) （太字はポールポジション）
| 年     | シャシー          | エンジン        | タイヤ | ドライバー               | 1    | 2    | 3    | 4    | 5    | 6    | 7    | 8    | 9    | 10   | 11   | 12   | 13   | 14   | 15   | 16   | ポイント | 順位 |
| ------ | ----------------- | --------------- | ------ | ------------------------ | ---- | ---- | ---- | ---- | ---- | ---- | ---- | ---- | ---- | ---- | ---- | ---- | ---- | ---- | ---- | ---- | -------- | ---- |
| 1985年 | ザクスピード・841 | ザクスピード F1 | G      |                          | BRA  | POR  | SMR  | MON  | CAN  | DET  | FRA  | GBR  | GER  | AUT  | NED  | ITA  | BEL  | EUR  | RSA  | AUS  | 0        | NC   |
| 1985年 | ザクスピード・841 | ザクスピード F1 | G      | ジョナサン・パーマー     |      | Ret  | DNS  | 11   |      |      | Ret  | Ret  | Ret  | Ret  | Ret  |      |      |      |      |      | 0        | NC   |
| 1985年 | ザクスピード・841 | ザクスピード F1 | G      | クリスチャン・ダナー     |      |      |      |      |      |      |      |      |      |      |      |      | Ret  | Ret  |      |      | 0        | NC   |
| 1986年 | ザクスピード・861 | ザクスピード F1 | G      |                          | BRA  | ESP  | SMR  | MON  | BEL  | CAN  | DET  | FRA  | GBR  | GER  | HUN  | AUT  | ITA  | POR  | MEX  | AUS  | 0        | NC   |
| 1986年 | ザクスピード・861 | ザクスピード F1 | G      | ジョナサン・パーマー     | Ret  | Ret  | Ret  | 12   | 13   | Ret  | 8    | Ret  | 9    | Ret  | 10   | Ret  | Ret  | 12   | 10   | 9    | 0        | NC   |
| 1986年 | ザクスピード・861 | ザクスピード F1 | G      | ヒューブ・ロテンガッター |      |      | Ret  | DNQ  | Ret  | 12   | DNS  | Ret  | Ret  | Ret  | Ret  | 8    | Ret  | Ret  | DNS  | Ret  | 0        | NC   |
| 1987年 | ザクスピード・871 | ザクスピード F1 | G      |                          | BRA  | SMR  | BEL  | MON  | DET  | FRA  | GBR  | GER  | HUN  | AUT  | ITA  | POR  | ESP  | MEX  | JPN  | AUS  | 2        | 10位 |
| 1987年 | ザクスピード・871 | ザクスピード F1 | G      | マーティン・ブランドル   | Ret  | 5    | Ret  | 12   | Ret  | Ret  | NC   | NC   | Ret  | Ret  | Ret  | Ret  | 11   | Ret  | Ret  | Ret  | 2        | 10位 |
| 1987年 | ザクスピード・871 | ザクスピード F1 | G      | クリスチャン・ダナー     | 9    | 7    | Ret  |      | 8    | Ret  | Ret  | Ret  | Ret  | 9    | 9    | Ret  | Ret  | Ret  | Ret  | 7    | 2        | 10位 |
| 1988年 | ザクスピード・881 | ザクスピード F1 | G      |                          | BRA  | SMR  | MON  | MEX  | CAN  | DET  | FRA  | GBR  | GER  | HUN  | BEL  | ITA  | POR  | ESP  | JPN  | AUS  | 0        | NC   |
| 1988年 | ザクスピード・881 | ザクスピード F1 | G      | ピエルカルロ・ギンザーニ | DNQ  | Ret  | Ret  | 15   | 14   | DNQ  | DSQ  | DNQ  | 14   | DNQ  | Ret  | Ret  | DNQ  | DNQ  | DNQ  | Ret  | 0        | NC   |
| 1988年 | ザクスピード・881 | ザクスピード F1 | G      | ベルント・シュナイダー   | DNQ  | DNQ  | DNQ  | Ret  | DNQ  | DNQ  | Ret  | DNQ  | 12   | DNQ  | 13   | Ret  | DNQ  | DNQ  | Ret  | DNQ  | 0        | NC   |
| 1989年 | ザクスピード・891 | ヤマハOX88      | G      |                          | BRA  | SMR  | MON  | MEX  | USA  | CAN  | FRA  | GBR  | GER  | HUN  | BEL  | ITA  | POR  | ESP  | JPN  | AUS  | 0        | NC   |
| 1989年 | ザクスピード・891 | ヤマハOX88      | G      | ベルント・シュナイダー   | Ret  | DNPQ | DNPQ | DNPQ | DNPQ | DNPQ | DNPQ | DNPQ | DNPQ | DNPQ | DNPQ | DNPQ | DNPQ | DNPQ | Ret  | DNPQ | 0        | NC   |
| 1989年 | ザクスピード・891 | ヤマハOX88      | G      | 鈴木亜久里               | DNPQ | DNPQ | DNPQ | DNPQ | DNPQ | DNPQ | DNPQ | DNPQ | DNPQ | DNPQ | DNPQ | DNPQ | DNPQ | DNPQ | DNPQ | DNPQ | 0        | NC   |

- 数字は順位、太字はポールポジション、斜字はファステストラップ、Retはリタイア。(key)